# Opus Caementicium
El hormigón romano u opus caementicium era un material de construcción ampliamente utilizado en la antigua Roma, constituido por una mezcla de mortero y de caementa, es decir, piedras brutas o fragmentos de piedra rotos. El mortero se compone a su vez de cal mezclada con arena o puzolana.

## La cal
La cal se obtenía quemando en hornos aireados (que toman el nombre de "hornos de cal") piedras calizas o mármol, constituidos por carbonato de calcio. Esto, por efecto del calor, se transforma en óxido de calcio o "cal viva", que, con la adición de agua, se convierte en "cal hidratada" también llamada "cal apagada" y, diluida por el uso, toma el nombre de "cal en pasta".
La "cal magra" (más del 10% de impurezas y mezclada con un 5% de arcilla) se diferencia de la "cal grasa" (menos del 10% de impurezas) ya que su rendimiento es menor, pero tiene un agarre más rápido. Para mampostería submarina (como las fundaciones de los pilares de los puentes) se utilizaba la "cal hidráulica", caracterizada por la capacidad de fraguar también en agua, mezclada con cerca de un 20% de arcilla, obtenida de la cal con un mayor grado de impurezas.

## El mortero
La cal se mezclaba con varios tipos de material granuloso para formar el mortero:
- arena de río y de mar;
- puzolana, una arena de origen volcánico bastante común en particular en Lacio y en Campania;
- arena seca para cal hidráulica, capaz de fraguar también bajo el agua;
- arena con la adición de fragmentos de terracota triturados.

## Loscaementa
De este modo se creaba una materia plástica y fácilmente plasmable que, una vez endurecida, adquiría solidez y compacidad. Sin embargo, en el proceso de secado y consolidación, el mortero tiende a retirarse y, por tanto, a crear micro fracturas.  Por eso se insertan en el mortero una gran cantidad de piedras o caementa que interrumpen las infinitesimales líneas de fractura, impidiendo que se conviertan en continuas y que comprometan la solidez del material. A tal efecto, se utilizan piedras naturales, o incluso guijarros de río, enteros o partidos, residuos de la transformación de los bloques de piedra, recogidos en la misma construcción o en las canteras de extracción, u otros materiales que se originan de la demolición de edificios más antiguos, incluidos ladrillos romanos, tejas y fragmentos de mármol. En algunos casos, los caementa se realizan rompiendo deliberadamente rocas de piedra.